# 淫獣エイリアン

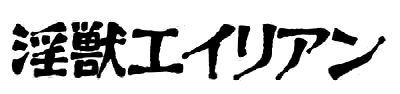
淫獣エイリアンのサイン

『淫獣エイリアン』（いんじゅうエイリアン）は、1996年にピンクパイナップルから発売されたアダルトアニメ。
VHS、カラー、45分。音声はステレオ・HiFi。2001年10月26日にはDVD版が発売された。

## ストーリー
全乗組員が女性で占められた連邦政府科学探査船ミューズ号は宇宙航行中、民間貨物船ゾグネ号 (ZOGNE) からの救助信号を受信。救助のためにランデブーを行い、ドッキングにも成功する。しかし、調査メンバーが足を踏み入れたゾグネ号の中は、変死体だらけであった。調査の結果、男性の死体は干乾びたような状態で、女性の死体は腹部に特殊な形状のアザがあるうえに粘液をまとった状態であるなど、死体には共通した特徴が発見される。また、危険物質メトログリアの入ったカプセルも発見されたが、これらの死体はメトログリアによる死に方ではない。
そんな中、1人の女性の生存者が発見される。ゾグネ号に残っていたデータによれば、彼女の名前はフレイア・マイトメイア。しかしフレイアこそ、エイリアンが人間に擬態した姿であった。そうとは気付かず、ゾグネ号の調査メンバーはフレイアをミューズ号に連れ帰ってしまう。
ゾグネ号で得られたデータには暗号化されているものもあり、不明な点も残っていたが、ミューズ号の艦長サラ (SARAH) はゾグネ号の爆破を決断。その爆破作業中にゾグネ号の女性乗組員と酷似した死を遂げたアニー (ANNY) をはじめ、次々とミューズ号の乗組員は死んでいく。やがて、アインシュタイン以外の全ての仲間を失ったヒカリ (HIKARI) はたった1発のメトログリア弾を手に、エイリアンに最後の戦いを挑む。

## 登場人物
ヒカリ (HIKARI)
ヒロインでユリの妹。エルを扱える。ペットも飼っている。
ゾグネ号内部を調査中、偶然少量のメトログリアを発見した。ミューズ号に帰還した後、ゾグネ号で得られた暗号化データの解析がエルの助力によって成功したことにより、フレイアの正体を知ることとなる。
アインシュタイン（EINSTEIN）
声：神村ひな
ヒカリのペット。脱走癖があるため、偶然フレイアの正体を目撃できた。フレイアに怯え排気口に隠れていたところをヒカリに見つかり隠されていたメトログリアのケースを発見する。その後、フレイアの手からヒカリをたびたび救うこととなる。
ユリ (YURI)
ヒカリの姉。エイリアンからヒカリを逃す為通路に突き飛ばし捕まってしまう。そして隔壁を閉鎖してエイリアン諸共緊急ハッチから宇宙へ投げ出されたが…スタッフロールの後にユリがコクピットに現れてヒカリと再開したところで物語は終わる。本編のユリと同一人物であるかは一切語られていないが、アインシュタインの反応は敵対している。
サラ (SARAH)
ミューズ号の女艦長。「キャプテン」とも呼ばれる。ヒルダとはレズビアンとしての付き合いがある。医務室での騒ぎの直後フレイアが現れエイリアンに変体しヒルダに襲い掛かる。エイリアンを銃撃するが全く効かずに反撃される。ミューズ号で4番目の犠牲者。エイリアンに卵を生みつけられるが抵抗しヒカリとユリにミューズ号を捨てて逃げよと言い残し、絶命する。
ヒルダ (HILDA)
ミューズ号の女医。サラとはレズビアンとしての付き合いがある。ミューズ号で3番目の犠牲者。医務室での騒ぎの直後フレイアが現れエイリアンに変体し襲われる。その後エイリアンに卵を生みつけられ狂って銃を乱射し、外窓に弾が当たり開いた窓の穴から宇宙へ吸い出されてしまう。
アニー (ANNY)
ミューズ号のボーイッシュな女性乗組員。医務室で療養しているフレイアの様子を見に行くが目を覚ましたフレイアに襲われる。逃げたアインシュタインを探していたユリと廊下で出会うが…。ゾグネ号の再捜査をしている時にヘルメット内に謎の液体が充満してチアノーゼを起こし作業してる高所から窒息・転落死。その死に方がゾグネ号の女性乗組員と酷似していたため、一気に緊張が高まる。ミューズ号で最初の被害者、遺体は放棄されゾグネ号ごと爆破される。
キース (KEITH)
ミューズ号のマッチョな女性乗組員。アニーを失ったショックでトレーニングをして気を紛らわせていたが、シャワー後不意をつくように背後からフレイアに襲われた後、アニーと同じ様な状態でダイニングに現れるが、テーブルにうつ伏せるやいなやいきなり狂ってサラを殴り飛ばす。拘束されて医務室まで運ばれるが、拘束を引きちぎりサラを絞殺しようとしたので銃殺される。ミューズ号で2番目の犠牲者となる。
リンド (LIND)
ミューズ号のギャルっぽい女性乗組員だが、実はメトログリアを極秘に売り渡すためにミューズ号の乗っ取りを計画していた。メトログリアを密輸していたゾグネ号の乗組員が変死したため、計画変更を余儀なくされる。ゾグネ号で運んでいたメトログリアの一部をとりあえずミューズ号に運び込んで隠し、善後策を練ることにする。エイリアンから逃げてきたヒカリ・ユリと合流するが正体を現し銃で威嚇するが後方から現れたエイリアンに襲われる。5番目の被害者。
エル (eL)
ミューズ号のコンピュータの愛称。ゾグネ号で得られた暗号化されたデータの解析に成功した。他にも様々な処理を行うことができ、ヒカリの指示を受けてミューズ号の隔壁の操作なども行った。
フレイア・マイトメイア（FLAIR・MYTOMEYER）
エイリアンが人間の女性に擬態したもの。記憶喪失を演じている。相対した相手の抵抗心を失くし性交した後ゾグネ号の男性乗組員から養分を吸い取り、女性乗組員には卵を産み付け受胎すると相手は無気力化または凶暴化する。受胎に抵抗すると絶命してしまう。ゾグネ号のコールドスリープからミューズ号に救出してしまった為、ミューズ号の乗組員たちも次々と襲われていくことになる。

## 用語
ゾグネ号
民間の貨物運搬用の宇宙船。
ミューズ号
連邦政府の科学探査用の宇宙船。
メトログリア
生物にとっては猛毒であり、非常に危険な物質。緑色をしている。製造禁止になったが、アンダーグラウンドでは一定の需要がある。民間船でこれを運ぶのは問題があるが、連邦政府船であれば運びやすいことから、リンドらによってミューズ号が狙われた。本作に登場するエイリアンにも有害である。

## 参考資料
- オリジナル・アニメーション・ビデオ 『淫獣エイリアン』　1996年　ISBN 4-87754-004-0